# Cerbo
Cerbo (llamada oficialmente Santalla de Cervo) es una parroquia española del municipio de Cedeira, en la provincia de La Coruña, Galicia.

## Otras denominaciones
La parroquia también es conocida por el nombre de Santa Eulalia de Cerbo.

## Entidades de población
Entidades de población que forman parte de la parroquia:
- Arrasa (A Arrasa)
- As Lamestras
- Calvario (O Calvario)
- Cancelo (O Cancelo)
- Carreiro
- Cervetelo
- Chímparra
- Corredoira (A Corredoira)
- Corveiro
- Covo (O Covo)
- Eirado
- Espiñaredo
- Golmar
- Graña (A Graña)
- Ludín (Ledín)
- Magoira
- Nebril
- Punta Candieira (Punta Candeeira)
- Rabadán
- Remesal
- Salgueiros (Os Salgueiros)
- Sobolocovo
- Trasmonte
- Vilar
- Vilas

## Despoblados
Despoblados que forman parte de la parroquia:
- Leiras
- Viladesuso

## Demografía
| Gráfica de evolución demográfica de Cerbo entre 2000 y 2018 |
|                                                             |
| Datos según el nomenclátor publicado por el INE.            |